# Todd Karns
Todd Karns, alla nascita Roscoe T. Karns Jr. (Hollywood, 14 gennaio 1921 – Ajijic, 5 febbraio 2000), è stato un attore statunitense.
Figlio di Mary M. Fraso e dell'attore Roscoe Karns, è principalmente ricordato per aver interpretato Harry Bailey, fratello del protagonista George Bailey, nel film La vita è meravigliosa (1946) di Frank Capra.

## Filmografia parziale
- Segretaria privata di Andy Hardy (Andy Hardy's Private Secretary), regia di George B. Seitz (1941)
- Il corteggiamento di Andy Hardy (The Courtship of Andy Hardy), regia di George B. Seitz (1942)
- Eagle Squadron, regia di Arthur Lubin (1942)
- La vita è meravigliosa (It's a Wonderful Life), regia di Frank Capra (1946)
- Il buon samaritano (Good Sam), regia di Leo McCarey (1948)
- Jackson and Jill - serie TV (1948)
- Questo mio folle cuore (My Foolish Heart), regia di Mark Robson (1949)
- It's a Small World, regia di William Castle (1950)
- Torna con me (Let's Dance), regia di Norman Z. McLeod (1950)
- The Magnificent Yankee, regia di John Sturges (1950)
- La prova del fuoco (The Red Badge of Courage), regia di John Huston (1951)
- A sud rullano i tamburi (Drums in the Deep South), regia di William Cameron Menzies (1951)
- Gli ammutinati dell'Atlantico (Mutiny), regia di Edward Dmytryk (1952)
- Jet Job, regia di William Beaudine (1952)
- Uragano su Yalù (Battle Zone), regia di Lesley Selander (1952)
- Il mare dei vascelli perduti (Sea of Lost Ships), regia di Joseph Kane (1953)
- L'ammutinamento del Caine (The Caine Mutiny), regia di Edward Dmytryk (1954)

## Doppiatori italiani
- Adolfo Geri in La vita è meravigliosa
- Giuseppe Rinaldi in Il buon samaritano